# Michele Moretti
Michele Bruno Moretti, nome di battaglia  Pietro Gatti  (Como, 26 marzo 1908 – Como, 5 marzo 1995), è stato un partigiano, sindacalista e calciatore italiano.
Fu commissario politico della 52ª Brigata Garibaldi "Luigi Clerici" operante sul monte Berlinghera nell'Altolago di Como, il cui comandante era Pier Luigi Bellini delle Stelle "Pedro". Nel 1945 ebbe un ruolo determinante nell'arresto, nella detenzione e nell'esecuzione di Benito Mussolini e della sua amante Clara Petacci. Da alcuni autori è ritenuto l'esecutore materiale dell'uccisione.

## Biografia
Suo padre Fedele, ferroviere, venne licenziato nel 1922 perché socialista.
Il 14 ottobre 1936 sposò Teresa Tettamanti, anch'essa entrò nella resistenza come staffetta partigiana col nome di battaglia di "Ada Piffaretti". Dalla loro unione nacque il figlio Fiorangelo.

### Calciatore
Nella sua giovinezza c'è un trascorso sportivo come calciatore, di ruolo terzino, nelle giovanili dell'Esperia, poi nella Comense e, chiudendo la carriera, nel Chiasso.
Con la Comense giocò in Prima Divisione dal campionato 1927-1928. Nella stagione 1930-1931 la squadra ottenne il primo posto e la promozione in Serie B, senza perdere nemmeno una partita, e con essa Moretti disputò quattro campionati cadetti nei quali totalizzò 83 presenze.

### Moretti sindacalista e partigiano
Entrato nel Partito comunista clandestino nella seconda metà degli anni trenta, Moretti, dipendente della Cartiere Burgo di Maslianico, fu uno dei principali organizzatori degli scioperi prima del 26 luglio 1943, poi del 1944 a Como e nel suo entroterra. Fu quindi arrestato dalla polizia della Repubblica Sociale Italiana per essere deportato in Germania. Riuscito a fuggire dal centro di raccolta di Sesto San Giovanni il 13 aprile 1944, ritornò a Como dove cerca di organizzare una fuga di massa nel medesimo campo dove era stato rinchiuso. Intanto, entrato in clandestinità, insieme a Luigi Clerici e Luigi Canali, il "capitano Neri", Moretti contribuì alla formazione di quella che sarà la 52ª Brigata Garibaldi "Luigi Clerici" sulle montagne dell'Altolago di Como, dove già si stavano formando gruppi partigiani, prendendo il nome di battaglia di "Pietro Gatti". Ricoprì la carica di commissario politico prima del distaccamento "Puecher" della 52ª Brigata Garibaldi "Luigi Clerici", comandato da Pier Luigi Bellini delle Stelle, poi, dal 1º gennaio 1945 in seguito all'uccisione di Enrico Caronti "Romolo", dell'intera brigata.
In seguito ai rastrellamenti ed agli arresti che la brigata subì, in particolare del comandante Luigi Canali, Moretti si adopera per riorganizzare la resistenza nei paesi rivieraschi e propone "Pedro", il conte Pier Luigi Bellini delle Stelle, a comandante militare della brigata, rinunciando all'incarico che in prima battuta gli era stato fatto dal comando divisionale lombardo.
Il 27 aprile 1945, a Musso, Moretti partecipò alle delicate trattative con i comandanti di una colonna motorizzata tedesca in ritirata verso il nord, in quanto la forza del nucleo dei partigiani del posto di blocco era decisamente inferiore a quella dei tedeschi. Le trattative si conclusero con un accordo: i tedeschi avrebbero potuto proseguire subordinatamente alla consegna dei fascisti al loro seguito, al successivo posto di blocco di Dongo, dopo alcuni chilometri. Tra i catturati, il partigiano Urbano Lazzaro riconobbe Benito Mussolini; al suo seguito Clara Petacci e sei ministri della Repubblica Sociale Italiana, oltre a numerose personalità al seguito.
Intorno alle ore 3.00 di notte del 28 aprile, Moretti fece parte del gruppetto di partigiani che condusse Mussolini e Claretta Petacci a Bonzanigo, una frazione di Mezzegra, presso la famiglia De Maria, fiancheggiatori e conoscenti di lunga data del partigiano Neri.

### L'esecuzione di Mussolini

#### Versione storica
Secondo la versione storica, alle 15.15 del 28 aprile 1945, Moretti accompagnò i capi partigiani Walter Audisio "Valerio” e Aldo Lampredi "Guido", giunti da Milano per uccidere Mussolini, nel luogo segreto ove l'ex dittatore è prigioniero. Moretti era armato di mitra francese MAS, calibro 7,65 lungo di fabbricazione francese; Lampredi di pistola Beretta modello 1934, calibro 9 mm.

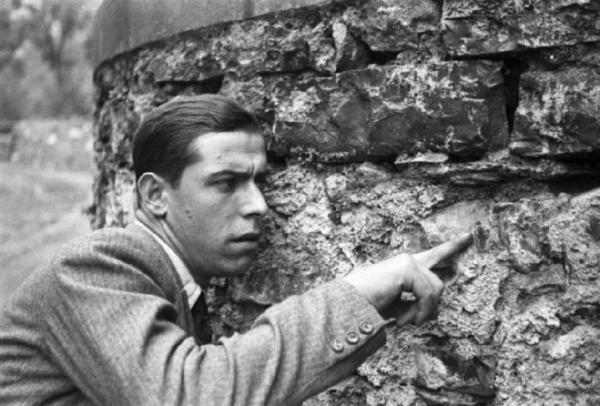
Ricostruzione dell'uccisione di Benito Mussolini. Il partigiano Bill (Urbano Lazzaro) indica un punto preciso del muro dove avvenne la fucilazione a Giulino di Mezzegra, ottobre 1945, foto di Federico Patellani

L'arma di Walter Audisio, un mitra Thompson, fu successivamente riconsegnata al commissario politico della divisione partigiana dell'Oltrepò, Alberto Maria Cavallotti, senza essere stata utilizzata.
Poco dopo le ore 16 del 28 aprile prelevati l'ex duce e Clara Petacci, la vettura venne fermata davanti a Villa Belmonte, in località Giulino di Mezzegra.
Moretti e Lampredi furono inviati dal colonnello “Valerio” a bloccare la strada nelle due direzioni. In base all'ultima descrizione degli stessi fornita da Audisio e pubblicata postuma, sostanzialmente confermata dal memoriale di Aldo Lampredi, consegnato nel 1972 e pubblicato su "L'Unità" nel 1996, il mitra del colonnello “Valerio” si sarebbe inceppato, e il capo partigiano avrebbe chiamato Moretti che, di corsa, portò il suo. Con tale arma Audisio/Valerio avrebbe scaricato una raffica mortale sull'ex capo del fascismo e sulla Petacci, postasi nel frattempo inaspettatamente sulla traiettoria dell'arma. Venne poi inferto un colpo di grazia sul corpo di Mussolini con la pistola (presumibilmente quella di Lampredi), almeno secondo l'ultima versione dei fatti, rilasciata da Audisio. Sul luogo dell'esecuzione, furono poi rinvenuti proiettili calibro 7,65, compatibili con quelli del mitra francese del Moretti.
Michele Moretti fu un personaggio schivo e fedele uomo di partito che, in merito alla morte di Benito Mussolini, ha sempre sostenuto la versione ufficiale confermando Walter Audisio quale esecutore della condanna. Tra gli storici però c'è chi sostiene che fu lo stesso commissario garibaldino a premere il grilletto del mitra MAS 7,65 lungo e ad uccidere l'ex duce del fascismo.

#### La versione del partigiano “Sandrino”

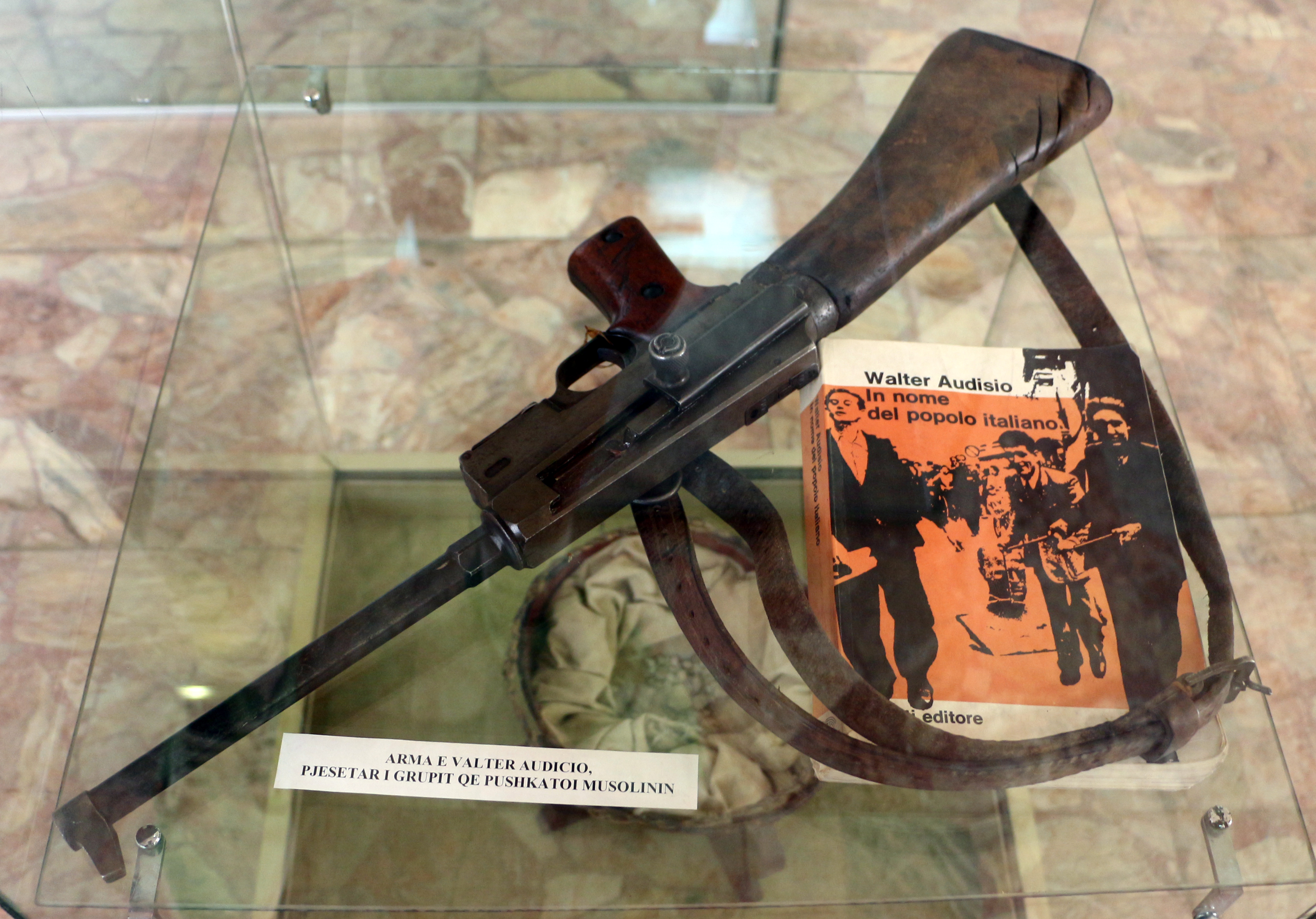
Il mitra francese MAS38 di Michele Moretti, che probabilmente sparò a Benito Mussolini (Tirana, Museo storico nazionale albanese)

Il partigiano Guglielmo Cantoni, soprannominato "Menefrego", nome di battaglia “Sandrino”, che insieme a Giuseppe Frangi "Lino" il 28 aprile 1945 aveva piantonato Mussolini e la Petacci in casa De Maria, dichiarò al giornalista Ferruccio Lanfranchi del Corriere d'Informazione una delle prime versioni dei fatti, che sarebbe poi risultata leggermente difforme da quella ufficiale. “Sandrino”, infatti, dichiarò di aver seguito a piedi la squadra degli esecutori e delle vittime della fucilazione, e di esser giunto nei pressi di Villa Belmonte in tempo per vedere “Valerio” sparare un paio di colpi di pistola contro l'ex duce, il quale era rimasto inaspettatamente in piedi; ma - soprattutto – Cantoni dichiarò che la raffica di mitra che investì sia Mussolini che la Petacci sarebbe stata inflitta proprio da Michele Moretti, intervenuto nel frattempo per risolvere la situazione di impasse. Successivamente lo stesso Valerio avrebbe sparato altri due colpi di pistola, sul corpo dell'uomo, che si muoveva ancora.
Nel 2005, Pierluigi Baima Bollone, ordinario di Medicina legale all'Università degli Studi di Torino, effettuò un riesame della necroscopia effettuata nel 1945 sul cadavere dell'ex duce, e uno studio computerizzato sulle fotografie e sulle riprese cinematografiche dei corpi sospesi al traliccio di Piazzale Loreto e sul tavolo dell'obitorio di Milano, sulle armi impiegate e i bossoli rinvenuti, nonché sulle cartelle cliniche di Mussolini in vita. Sulla base del posizionamento dei fori di entrata e di uscita nei due cadaveri, rilevato in base alle foto delle salme e alla necroscopia del 1945, il prof. Baima Bollone ritenne logico presumere che “l'azione determinante i due decessi sia stata effettuata da due tiratori, dei quali il primo posto frontalmente al bersaglio costituito dalla Petacci e da Mussolini, affiancati e leggermente sopravanzatisi l'una all'altro, e il secondo lateralmente”. Quest'ultima asserzione avvalorerebbe la meccanica della vicenda riportata nelle dichiarazioni al Corriere d'Informazione, nel 1945 del partigiano “Sandrino”, che attribuì all'azione di Michele Moretti la raffica mortale.

#### Il rapporto dell'agente segreto Valerian Lada-Mokarski
Nel 2009, i ricercatori Cavalleri, Giannantoni e Cereghino, hanno effettuato un attento esame dei documenti dei servizi segreti americani degli anni 1945 e 1946, desecretati dall'amministrazione Clinton. Da tale esame è emerso un rapporto datato 30 maggio 1945 dell'agente dell'OSS Valerian Lada-Mokarski. Quest'ultimo, dopo aver ascoltato il resoconto di alcuni "testimoni oculari", trasmette due rapporti sulla fucilazione che sembrerebbero attestare un ruolo rivestito da Moretti nella vicenda, più incisivo di quanto riferito nella versione ufficiale dei fatti.
Secondo il rapporto del 30 maggio - più esauriente del precedente - la fucilazione sarebbe stata condotta da tre uomini: un "capo partigiano", (che gli autori della ricerca hanno identificato in Aldo Lampredi), un uomo in vestito civile (identificato dall'agente OSS nel "colonnello Valerio"), e un uomo in divisa da partigiano (Michele Moretti). I colpi sparati dal "civile", armato di revolver, avrebbero raggiunto obliquamente Mussolini e, subito dopo, l'uomo in divisa da partigiano gli avrebbe sparato direttamente al petto con un mitra. Poi sarebbe stata la volta della Petacci, raggiunta da diversi colpi al petto. Tuttavia il rapporto conclude che, in un secondo momento, sarebbe intervenuto un partigiano locale, che gli autori identificano in Luigi Canali, il "Capitano Neri", il quale, dopo esser stato fatto avvicinare dal "capo partigiano", avrebbe scaricato due ultimi colpi con la sua pistola sul corpo del duce, che era ancora vivo.

### Il dopoguerra
Dopo la guerra di liberazione diresse la seconda compagnia della "Polizia del popolo" di via Borgovico a Como, ma, in seguito ad un mandato di cattura nei suoi confronti per la vicenda legata al cosiddetto "oro di Dongo", Moretti espatriò in Jugoslavia nel novembre 1945, a Lubiana, ove rimase fino al giugno 1946. Al rientro in patria, rimase nascosto fino alla revoca del mandato di cattura nel maggio 1947, in seguito all'assoluzione in fase istruttoria delle accuse a suo carico.
Schivo di ogni riconoscimento, tornò a fare il modesto operaio in una fabbrica del comasco, la tintoria Pessina, dove, ripresa l'attività sindacale, ricopre l'incarico di capo della commissione interna. Nel 1954, in seguito a lotte di rivendicazione, si mise alla testa delle lotte operaie nello stabilimento, e fu licenziato dall'azienda. Si dedicò quindi al lavoro autonomo quale artigiano.
Per quanto riguarda le vicende di cui fu protagonista nel 1945, Moretti mantenne sempre una rigorosa riservatezza. Nelle poche interviste sostenne la versione ufficiale circa la morte di Benito Mussolini, anche se nelle ultime dichiarazioni
lasciò intendere una sua diretta responsabilità nell'esecuzione dell'ex Duce e della sua amante.
Nel 1993, il Comune di Como gli ha attribuito l'onorificenza dell'Abbondino d'Oro, massima onorificenza cittadina conferita a persone meritevoli del territorio.